# Gundemaro Pinióliz
Gundemaro Pinióliz (m. c. 1012), fue un conde y ricohombre del Reino de León, genearca de uno de los linajes más importantes asturianos de la Alta Edad Media, y bisabuelo de Jimena Díaz, la esposa de Rodrigo Díaz de Vivar, el Cid.

## Biografía
Fue hijo del conde Piniolo Gundemáriz y de Jimena Vélaz, hija del conde Vela Núñez y de la condesa Totilde, así como hermana del conde Froila Vélaz. Tuvo varios hermanos, incluyendo a Elvira Pinióliz, esposa del conde Bermudo Vélaz, antepasados del célebre conde Suero Bermúdez.
Aparece frecuentemente en la documentación medieval, confirmando diplomas reales así como en transacciones y donaciones familiares.  En marzo de 976, confirmó una donación de su tío, el conde Fruela Vélaz  a la Catedral de Oviedo, como Gundimaro Pinioli armiger,  o sea, armígero del rey Ramiro III de León.  Después, durante unos quince años sirvió en la curia regia del rey Vermudo III y durante este periodo, figura por primera vez con el título condal en marzo de 996.

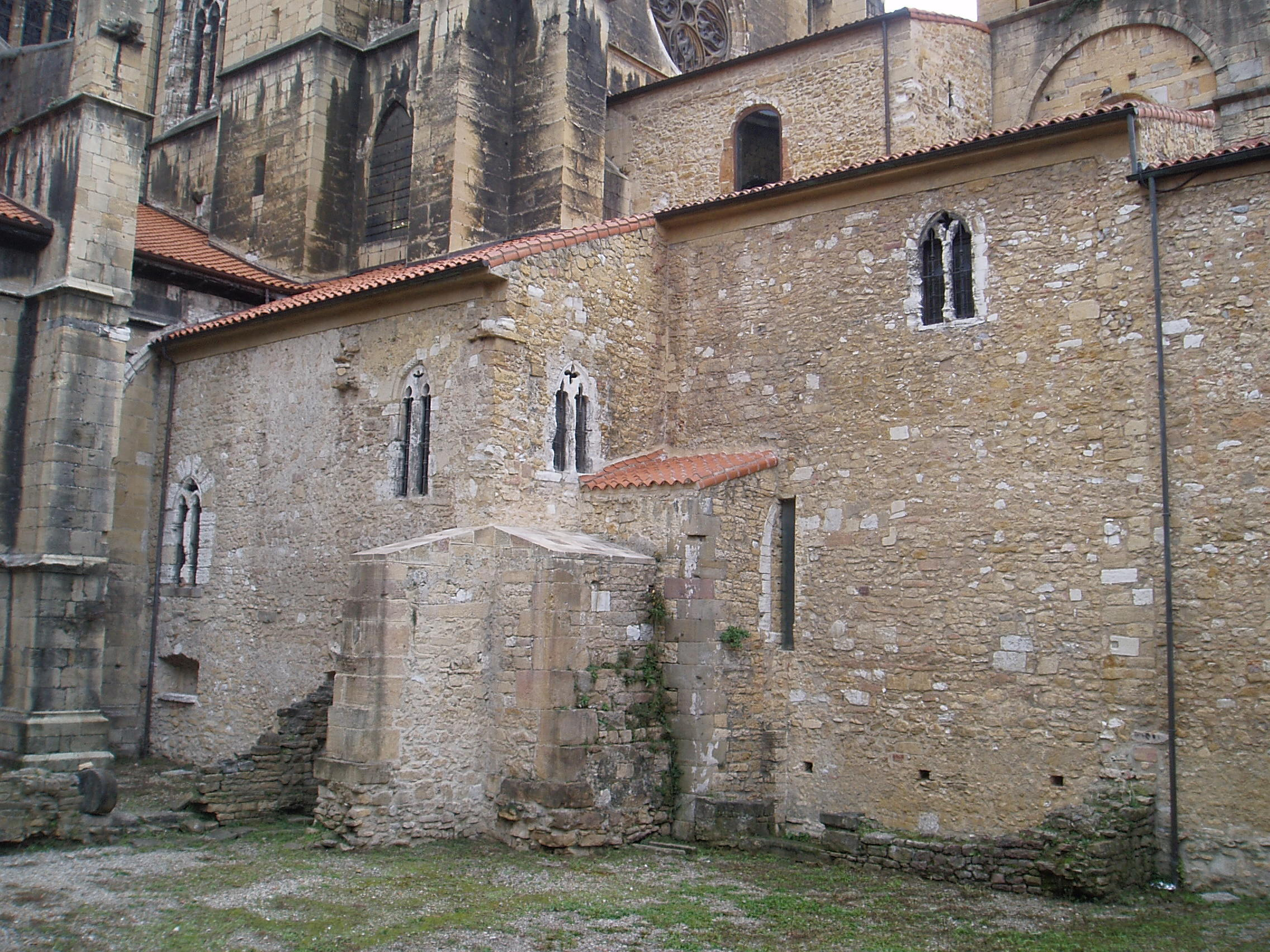
Edificios prerrománicos de la Catedral de Oviedo

El conde Gundemaro tuvo muchas propiedades en  Oviedo; algunas adquiridas y otras donadas por los reyes Ramiro y Vermudo. La reina Velasquita de León, posiblemente su madrina, también le regaló bienes raíces con ocasión de su bautismo. También tuvo algunas villas y tierras en Teverga. Junto con su esposa Muniadona, realizó cuantiosas donaciones a centros religiosos, especialmente al monasterio de San Vicente en Oviedo y a la catedral de dicha ciudad. Él y su esposa Muniadona fundaron varios monasterios, entre ellos el de San Miguel de Trevías en 1000 así como el monasterio de Santa Marina.
Su última aparición en la documentación fue el 29 de septiembre de 1011 y habrá fallecido entre esa fecha y el 18 de julio del año siguiente cuando su viuda Muniadona en una donación a la catedral menciona a uiro meo domnus Gundemaris, diue memorie.

## Matrimonios y descendencia
Contrajo un primer matrimonio con una dama de nombre desconocido de quien tuvo a:
- Gontrodo Gundemáriz (m. en febrero de 1075). Fue monja y posiblemente abadesa en el Monasterio de San Pelayo en Oviedo.[9]  El 22 de diciembre de 1036, su madrastra, Muniadona, y medio hermano, Fernando, le donaron cuatro monasterios, incluyendo el de San Salvador de Taule (o Tol) que años más tarde fue la causa de un pleito entre los descendientes del conde Gundemaro y la sede ovetense.[10][b] Esta donación por parte de Muniadona y su hijo Fernando fue confirmada por varios miembros de la realeza, incluyendo a la infanta Cristina Bermúdez, hija del rey Bermudo II de León y su primera esposa, la reina Velasquita, Teresa Bermúdez, también hija del rey Bermudo II y de su segunda esposa la reina Elvira García, así como Jimena Alfonso, hija de Alfonso V de León.[6] En su testamento, otorgado el 2 de febrero de 1075 in articulo mortis Gontrodo menciona a su padre, madrastra y a su hermano Fernando.

Para mayo de 991, el conde Gundemaro ya aparece casado con Muniadona, cuya ascendencia es desconocida y quien habría contraído matrimonio muy joven, ya que aún vivía en 1045. Nacieron dos hijos de este matrimonio:
- Fernando Gundemáriz (m. después de 1063). Fue conde y en mayo de 1063 hizo una donación al monasterio de San Salvador de Taule de unas villas que tenía de sus padres Gundemaro y Muniadona, así como de su hermano Pelayo que parece ya difunto en esas fechas. Donó, entre otras villas, Sierra de la Reina que declara había recibido en su bautismo de la reina Velasquita de León, su madrina.  Contrajo matrimonio con Muniadona Ordóñez, hija de Ordoño Ramírez y bisnieta del conde Gonzalo Menéndez.[c] Entre sus hijos, tuvo una hija que probablemente se llamó Cristina quien se casó con Diego Fernández, el padre de Jimena Díaz, la mujer del Cid Campeador.[14][2][d]
- Pelayo Gundemáriz (fallecido antes de 1063).